# Рефранкоре
Рефранкоре (итал. Refrancore) је насеље у Италији у округу Асти, региону Пијемонт.
Према процени из 2011. у насељу је живело 873 становника. Насеље се налази на надморској висини од 153 м.

## Становништво
Према резултатима пописа становништва 2011. у општини је живело 1.669 становника.
| 1936. | 1951. | 1961. | 1971. | 1981. | 1991. | 2001. | 2011. |
| ----- | ----- | ----- | ----- | ----- | ----- | ----- | ----- |
| 2.307 | 1.916 | 1.577 | 1.463 | 1.527 | 1.546 | 1.560 | 1.669 |